# Боев, Николай Иванович
Николай Иванович Боев (ок. 1825—1896) — русский предприниматель, крупный московский благотворитель.

## Биография
Николай Боев родился, предположительно, около 1825 года в городе Карачев Карачевского уезда Орловской губернии в купеческой семье. Жил в Москве. С 1853 года — московский купец 2-й гильдии, позднее — 1-й гильдии. Получил звание потомственного почётного гражданина. Занимался торговлей хлопчатобумажной пряжей. Вместе с братьями Петром, Алексеем, Александром и Валентином владел фирмой «Братья Боевы».
Николай Боев получил известность как один из крупнейших благотворителей Москвы. Он пожертвовал Московскому городскому общественному управлению около 1,2 миллиона рублей, из которых 750 тысяч рублей было потрачено на создание и содержание Дома призрения имени братьев Боевых. Здание было построено в 1894 году по проекту архитектора А. Л. Обера. В состав дома призрения входила богадельня 300 человек (ныне улица Стромынка, 10) и два дома бесплатных квартир на 130 семей (ныне улица Стромынка, 8 и 12). В честь Дома призрения имени братьев Боевых получили название 1-я и 2-я Боевские улицы, а также 1-й и 2-й Боевские переулки. В 1895 году на средства Николая Боева было устроено начальное училище при Доме призрения имени братьев Боевых. Боев завещал Московскому городскому управлению дом с землёй в Ипатьевском переулке и имение Сокольниково в Звенигородском уезде. Скончался в 1896 году, похоронен в домовой церкви Боевской богадельни.